# Pejman Montazeri
Pejman Montazeri (Ahvaz, 6 de setembro de 1983), é um futebolista Iraniano que atua como zagueiro. Atualmente, joga pelo Al-Kharaitiyat.

## Títulos

### Foolad
- Iran Pro League: 2004–05

### Esteghlal
- Iran Pro League: 2008–09, 2012–13
- Hazfi Cup: 2007–08, 2011–12